# Alpenrandsee

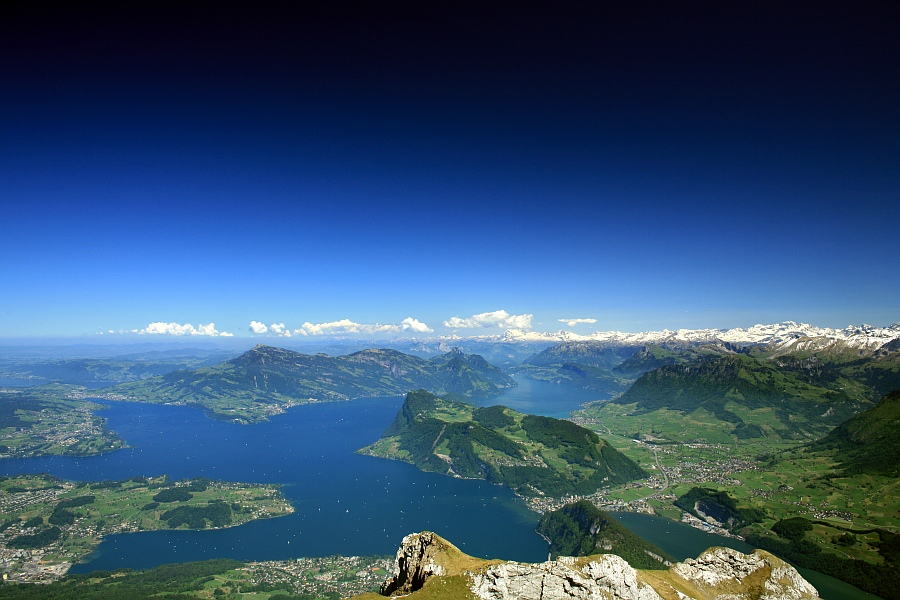
Alpenrandsee Vierwaldstättersee, Schweiz

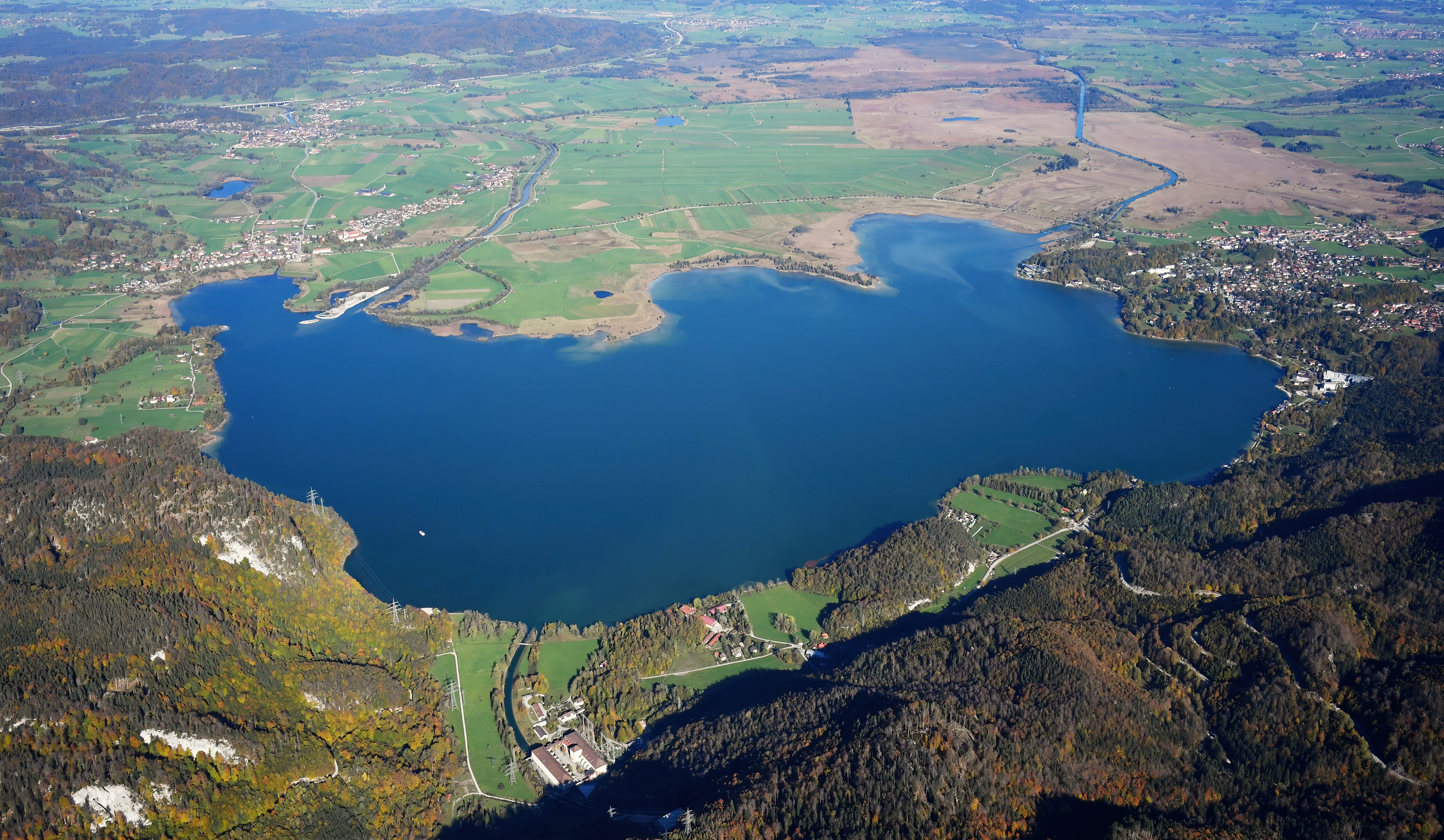
Alpenrandsee Kochelsee, Deutschland

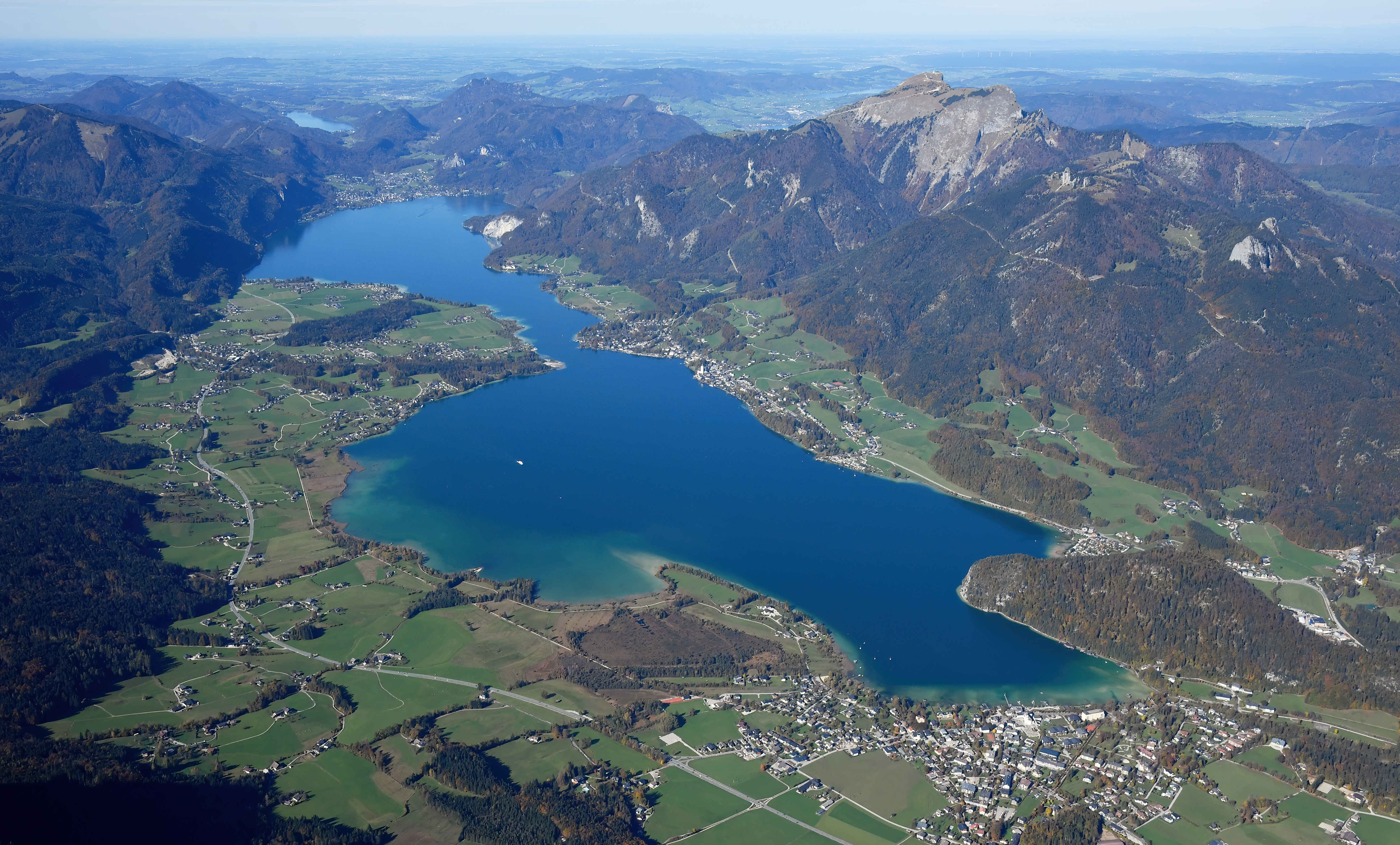
Alpenrandsee Wolfgangsee, Österreich

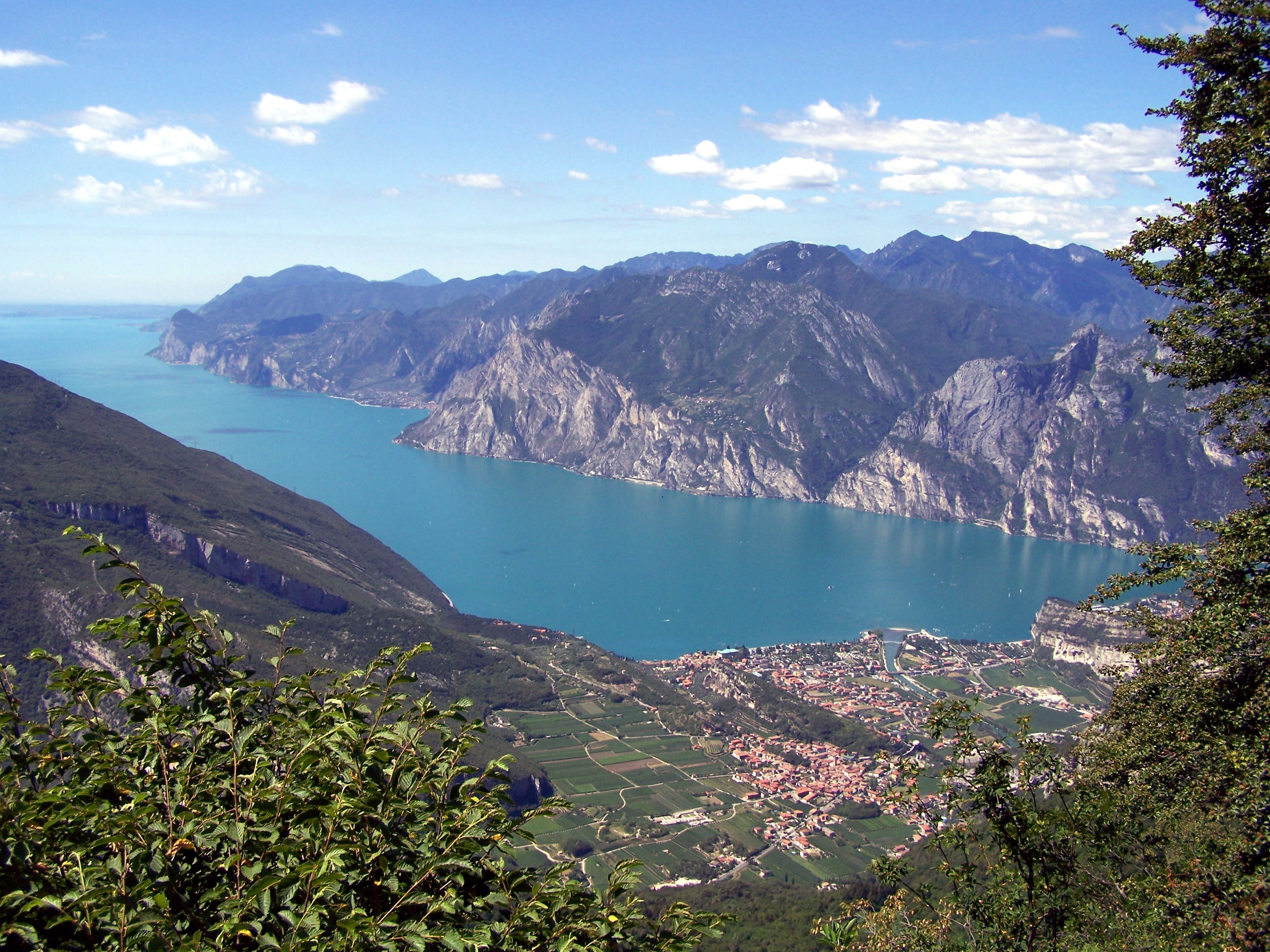
Alpenrandsee Lago di Garda, Italien

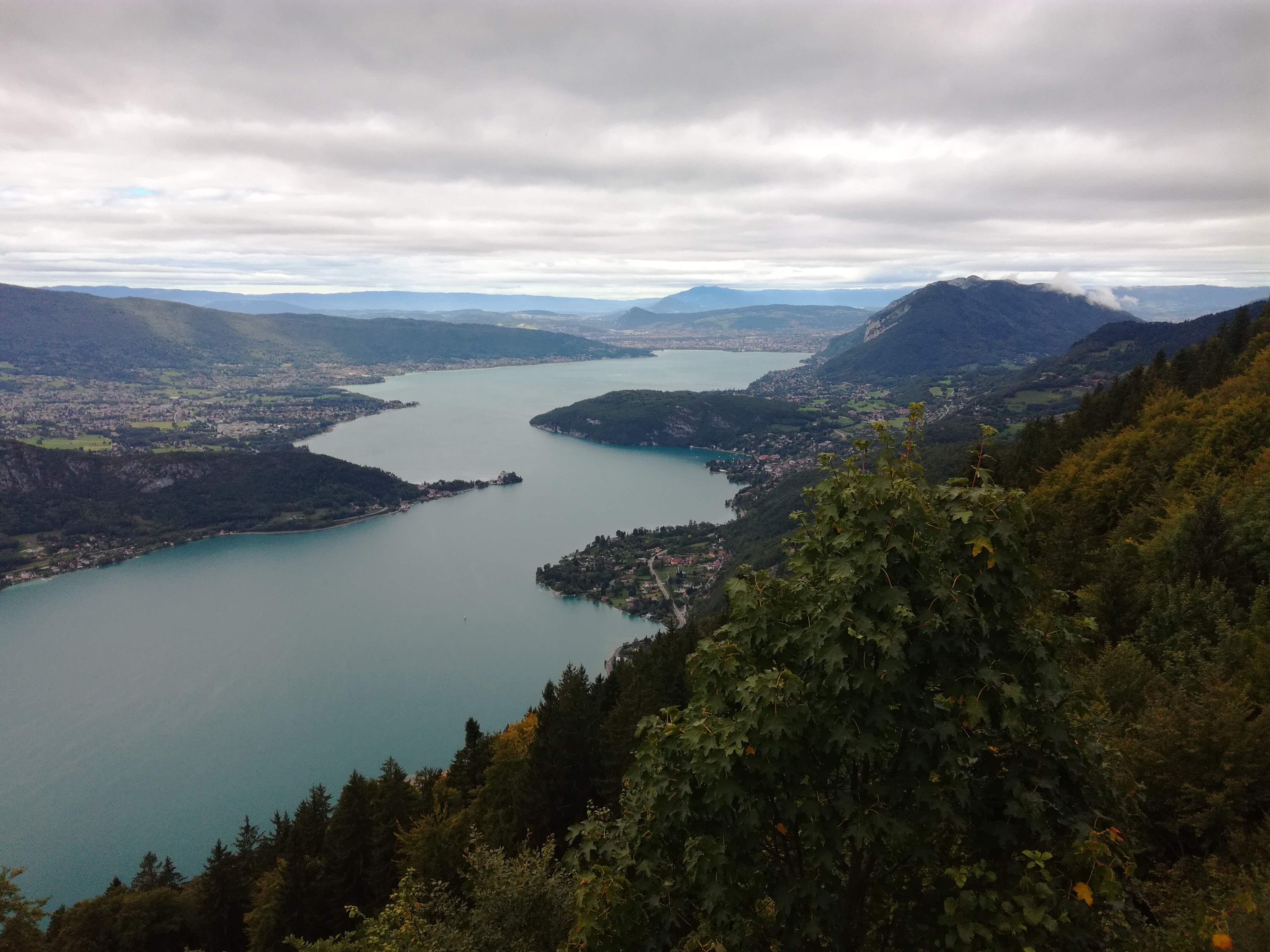
Alpenrandsee Lac d’Annecy, Frankreich

Mit dem geografischen Begriff Alpenrandsee, auch alpiner Randsee oder Randsee der Alpen   genannt, werden seit dem 19. Jahrhundert jene größeren Seen in der Randzone der Alpen bezeichnet, die in den von den Alpen ausstrahlenden Haupttälern liegen. Manche dieser Seen greifen tief in die Alpen hinein und reichen bis ins Alpenvorland. Der Begriff alpiner Randsee wurde 1869 vom Gebirgs- und Gletscherforscher Ludwig Rütimeyer (1825–1895) geprägt und 1894 von Albert Heim (1849–1937), Professor für Geologie an der ETH Zürich präzisiert. Der Begriff wird bis heute in zahlreichen Fachzeitschriften erwähnt.

## Systematische Einordnung
Beim Alpenrandsee handelt es sich um einen geographischen Begriff, der die Seen als Landschaftselemente beschreibt. Ähnliche Begriffe sind die Begriffe Alpensee (wie z. B. Seealpsee, Eibsee oder Grundlsee) oder in der Schweiz Mittellandsee (wie z. B. Baldeggersee, Sempachersee oder Hallwilersee) und Jurarandsee (Neuenburgersee, Murtensee und Bielersee).
Im Rahmen der Seentypisierung Deutschlands entspricht der Alpenrandsee weitgehend dem Typ des Voralpensees, seit 2013 Alpenvorlandsee genannt. Die Unterschiede zwischen Alpenseen und Alpenvorlandseen ergeben sich, anders als bei den Alpenrandseen, nicht nur aus der naturräumlichen Lage. Alpenseen werden durch ihr Einzugsgebiet in den Alpen selbst besonders geprägt. Sie sind fast immer nährstoffarm mit geringer Primärproduktion. Über Sedimenteintrag durch Schneeschmelze oder Gletscher ist das Wasser aber oft getrübt. Alpenvorlandseen werden teilweise oder überwiegend aus Einzugsgebieten außerhalb der Alpen gespeist. Sie sind daher wärmer, das Wasser durch geringen Schwebstoffeintrag klarer, bei geringer Wassertiefe sind sie von Natur aus in einem höheren Trophiestatus, oft mesotroph. In beiden Seentypen ist der Gewässerchemismus durch Schotter und Sedimente aus dem Gebirge geprägt, alle deutschen Alpenvorlandseen sind daher kalkreich.

## Beispiele von Alpenrandseen
Bei den folgenden Beispielen handelt es sich hauptsächlich um in der Fachliteratur bezeichnete typische Alpenrandseen (oder alpine Randseen). Diese zeigen, dass es sich um größere und auch tiefere Seen handelt, die meist im Alpengebiet beginnen und bis ins Alpenvorland reichen, wie auch um Seen am Alpenrand, die vereinzelt ganz im inneren Alpengebiet (z. B. Brienzersee) oder ganz im Alpenvorland (z. B. Bodensee) liegen.
| Name Alpenrandsee           | Land                             | Fläche in km² | Max. Tiefe in Meter | In Fachliteratur als (Alpen)randsee bezeichnet                        |
| --------------------------- | -------------------------------- | ------------- | ------------------- | --------------------------------------------------------------------- |
| Attersee                    | Österreich                       | 46.2          | 169                 | Naturraumkartierung Oberösterreich                                    |
| Bodensee                    | Deutschland, Schweiz, Österreich | 536.0         | 251                 | Ludwig Rütimeyer                                                      |
| Brienzersee                 | Schweiz                          | 29.8          | 261                 | Ludwig Rütimeyer                                                      |
| Chiemsee                    | Deutschland                      | 79.9          | 73                  | Vinzenz Brehm                                                         |
| Genfersee (Lac Léman)       | Schweiz, Frankreich              | 581.3         | 310                 | Ludwig Rütimeyer                                                      |
| Großer Alpsee               | Deutschland                      | 2.5           | 23                  |                                                                       |
| Kochelsee                   | Deutschland                      | 6.0           | 66                  | Albrecht Penck                                                        |
| Lac d’Annecy                | Frankreich                       | 27.6          | 82                  | Ludwig Rütimeyer                                                      |
| Lac du Bourget              | Frankreich                       | 44.5          | 145                 | Ludwig Rütimeyer                                                      |
| Lago d’Iseo (Iseosee)       | Italien                          | 65.3          | 251                 | Ludwig Rütimeyer                                                      |
| Lago d’Orta (Ortasee)       | Italien                          | 18.2          | 143                 | Ludwig Rütimeyer                                                      |
| Lago di Como (Comer See)    | Italien                          | 146.0         | 425                 | Ludwig Rütimeyer                                                      |
| Lago di Garda (Gardasee)    | Italien                          | 370.0         | 346                 | Ludwig Rütimeyer                                                      |
| Lago di Lugano (Luganersee) | Schweiz, Italien                 | 48.7          | 288                 | Ludwig Rütimeyer                                                      |
| Lago di Mergozzo            | Italien                          | 1.8           | 74                  | Gerd Weidemann                                                        |
| Lago Maggiore               | Italien, Schweiz                 | 212.3         | 372                 | Ludwig Rütimeyer                                                      |
| Lauerzersee                 | Schweiz                          | 3.1           | 14                  | Albert Heim                                                           |
| Mondsee                     | Österreich                       | 13.8          | 68                  | Martin T. Dokulil                                                     |
| Sarnersee                   | Schweiz                          | 7.5           | 52                  | Albert Heim                                                           |
| Staffelsee                  | Deutschland                      | 7.7           | 39                  | Otto Pesta, August Thienemann                                         |
| Tegernsee                   | Deutschland                      | 8.9           | 73                  |                                                                       |
| Thunersee                   | Schweiz                          | 48.4          | 217                 | Ludwig Rütimeyer                                                      |
| Traunsee                    | Österreich                       | 24.4          | 191                 | Josef Schadler                                                        |
| Vierwaldstättersee          | Schweiz                          | 113.6         | 214                 | Ludwig Rütimeyer                                                      |
| Walchensee                  | Deutschland                      | 16.3          | 190                 | Alpensee, kann nach Albrecht Penck auch als Randsee bezeichnet werden |
| Walensee                    | Schweiz                          | 24.1          | 150                 | Ludwig Rütimeyer                                                      |
| Wolfgangsee                 | Österreich                       | 12.8          | 114                 | Martin T. Dokulil                                                     |
| Zugersee                    | Schweiz                          | 38.3          | 198                 | Ludwig Rütimeyer                                                      |
| Zürichsee                   | Schweiz                          | 90.1          | 136                 | Ludwig Rütimeyer                                                      |

| Attersee |

| Bodensee |

| Brienzersee |

| Chiemsee |

| Genfersee |

| Großer Alpsee |

| Kochelsee |

| Lac d’Annecy |

| Lac du Bourget |

| Lago d’Iseo |

| Lago d’Orta |

| Lago di Como |

| Lago di Garda |

| Lago di Lugano |

| Lago di Mergozzo |

| Lago Maggiore |

| Lauerzersee |

| Mondsee |

| Sarnersee |

| Staffelsee |

| Tegernsee |

| Thunersee |

| Traunsee |

| Vierwaldstättersee |

| Walchensee |

| Walensee |

| Wolfgangsee |

| Zugersee |

| Zürichsee |

## Entstehung
Die Entstehung der Alpenrandseen ist eng verbunden mit der Entstehung der Alpentäler. Ende des 19. und Anfang des 20. Jahrhunderts wurde von verschiedenen Forschern über Theorien gestritten, wie die Becken der Alpenrandseen entstanden sein könnten. Ludwig Rütimeyer sah als Ursache die Flusserosion. Albert Heim war überzeugt, dass die Becken zudem durch Senkung der Alpentäler entstanden sind. Der deutsche Geograph und Geologe Albrecht Penck (1858–1945) und der deutsche Geograph und Klimatologe Eduard Brückner (1862–1927) vertraten dagegen die Meinung, dass solche Seebecken durch Gletscher entstanden sind, entsprechend der Auffassung in der heutigen Forschung. Demnach handelt es sich bei den meisten Alpenrandseen um Fjordseen, die analog der Fjorde durch Gletscher entstanden sind, indem das Eis Gestein mitreißt und dieses das anstehende Gestein weiter erodiert. Der Schweizer Geologe Rudolf Staub vertrat 1938 die Ansicht, dass die Theorie von Albert Heim einzig für das Becken des Alpenrandsees Zürichsee eine Rolle mitgespielt haben dürfte. Staub vertrat die Ansicht, dass nach der glazialen Bildung der Becken der Alpenrandseen diese durch Toteis ausgefüllt und einer Aufschotterung entgegengewirkt haben. Diese Theorie wird auch in der aktuellen Forschung vertreten.